# Corriol de doble collar
El corriol de doble collar (Anarhynchus bicinctus) és una espècie d'ocell de la família dels caràdrids (Charadriidae) que habita costes, rius i llacs de les dues illes principals de Nova Zelanda i les illes Chatham i Auckland.